# Oswald Wirth
Joseph Paul Oswald Wirth (1860, Brienz, Cantó de Berna – 1943) era un ocultista i artista suís. Estudià esoterisme i simbolisme amb Stanislas de Guaita, del que fou secretari, i el 1889 va crear, sota el guiatge de De Guaita, un Tarot cartomàntic consistent només en els 22 arcans majors. Conegut com a "Arcanes du Tarot kabbalistique", o Tarot de Wirth, seguí els dissenys del Tarot de Marsella, tot i que hi ficà nombroses alteracions, incorporant el simbolisme ocult existent a les cartes.
Aquest tarot és explicat i comentat en la seva obra El tarot dels imaginers de l'edat mitja, convertia en un clàssic. El tarot Wirth/de Guaita és molt rellevant en la història del tarot esotèric per ser el primer en una llarga llista de tarots ocultistes, cartomàntics i iniciàtics.

## Obra
En la seva obra El tarot dels imaginers de l'edat mitja, Wirth estableix la filosofia cabalística medieval com a origen del tarot (contràriament a la teoria de l'origen egipci de Court de Gébelin), seguin la línia teòrica d'Eliphas Lévi. «El primer que crida l'atenció és el número 22, que és, precisament, el nombre de lletres de l'alfabet hebreu. Fins i tot es podria suggerir que les 22 figures del tarot tinguin un origen jueu».
Els seus interessos també inclogueren la francmaçoneria i l'astrologia. Va escriure vàries obres en francès sobre la francmaçoneria, les més important dels quals és un conjunt de tres llibres, cada un dels quals explicava un dels tres primers graus de l'ordre:
1. La Franc-Maçonnerie rendue intel·ligible à ses adeptes, tome 1: L'apprenti
2. La Franc-Maçonnerie rendue intel·ligible à ses adeptes, tome 2: Le Compagnon
3. La Franc-Maçonnerie rendue intel·ligible à ses adeptes, tome 3: Le Maître

## Llibres
- Le Tarot des imagiers du moyen-âge, Éd. Tchou
- Le symbolisme hermétique dans ses rapports avec l'Alchimie et la Franc-Maçonnerie, Éd. Dervy
- Le symbolisme astrologique, Éd. Dervy Les mystères de l'art royal - Rituel de l'adepte, Éd. Dervy
- L'imposition des mains et la médecine philosophale, Éd. Guy Trédaniel
- La Franc-Maçonnerie rendue intelligible à ses adeptes, trois tomes, Éd. Dervy
- Le livre de Thot comprenant les 22 arcanes du Tarot, (1889)